# Музей Алларда Пірсона
Музей Алларда Пірсона — археологічний музей в Амстердамі, який перебуває у власності Амстердамського університету. Названий на честь голландського богослова, історика, мистецтвознавця і прихильника радикального критицизму Алларда Пірсона (1831—1896). Урочисте відкриття відбулося 12 листопада 1934 року.

## Історія
Аллард Пірсон був відомим у Нідерландах богословом, мистецтвознавцем, а також археологом. 1877 року він став першим професором археології в Амстердамському університеті. У період від 1877 до 1895 року Пірсон збирав колекцію гіпсових зліпків. Після смерті Пірсона його посаду при Амстердамському університеті зайняв археолог і мистецтвознавець Ян Сікс. Він продовжує розпочату роботу зі збирання різного роду культурних цінностей, зробивши свій внесок — велику колекцію старовинних книг і артефактів. 1932 року син Алларда Пірсона — Ян Лодевейк Пірсон — заснував у пам'ять про батька фонд з дослідження та збирання старожитностей. Усі гіпсові зліпки і старовинні книги з артефактами розмістили в будівлі на набережній східного берега річки Амстел. Після того, як фонд став поповнюватися подарованими і придбаними експонатами, гостро постало питання про переїзд у значно більшу будівлю. Новим місцем став будинок на перетині вулиць Сарфатистраат і Ротерстраат, і 12 листопада 1934 року відбулося офіційне відкриття Музею Алларад Пірсона. 1967 року банк Нідерландів звільнив приміщення на одній з центральних вулиць Амстердама — Старий Турфмаркт, і музею запропонували перемістити фонди в цю спорожнілу будівлю. Пропозицію прийняли, і того ж року 6 жовтня відбулося урочисте відкриття за участю принцеси Беатрікс.

## Колекції
- Близький Схід — містить експонати держав, що розташовувалися на території сучасних Ізраїлю, Іраку, Туреччини: багато предметів побуту, знарядь праці, ритуальних статуеток.
- Єгипет — містить велику кількість предметів побуту, ритуальних статуеток, табличок з ієрогліфами. Всі експонати розділено на тематичні секції: «3000 років до н. е.», «3000-2650 років до н. е.», «Давнє Царство (2650—2200 до н. е.», «2200-2000 років до н. е.», «Середнє царство 2000—1800 років до н. е.», «Середнє царство 1800—1550 років до н. е.», «Нове Царство 1550—1100 років до н. е.», «Нове Царство 1100—650 років до н. е.», «Пізній час 650—332 років до н. е.», «Греко-Римський період від 332 року до н. е.»[6].
- Класичний світ — охоплює культуру греків, римлян і етрусків у період від 1000 року до н. е. до 500 року н. е. Більшість експонатів — скульптури і вироби зі скла.
- Середньовіччя — містить предмети ранньохристиянської, коптської культури, а також монастирський інвентар[7].

## Цікаві факти
2014 року музей Алларда Пірсона виявився де-факто втягнутим у російсько-український конфлікт. Під час початку анексії Криму Росією експонати з чотирьох кримських музеїв перебували в Амстердамі в рамках виставки «Крим: золото і таємниці Чорного моря». Після її завершення постало питання: якій країні слід повертати предмети — Україні чи Росії? Зваживши доводи обох сторін і провівши міжнародні консультації, музей Аллард Пірсона повернув 19 предметів Україні, оскільки де-юре договір про передачу і повернення матеріалів для виставки в Амстердамі підписано з українською стороною. На даний момент ще 565 експонатів залишаються у фондах музею, чекаючи рішення судового розгляду між Україною і Росією. 14 грудня 2016 року Окружний суд Амстердама ухвалив, що всі експонати слід повернути Україні, щоб питання їхньої приналежності визначив суд України.